# Табен-Родт
Табен-Родт (нім. Taben-Rodt) — громада в Німеччині, розташована в землі Рейнланд-Пфальц. Входить до складу району Трір-Саарбург. Складова частина об'єднання громад Саарбург.
Площа — 16,16 км2. Населення становить 806 ос. (станом на 31 грудня 2020).